# Coupru
Coupru ist eine französische Gemeinde  mit 159 Einwohnern (Stand: 1. Januar 2022) im Département Aisne in der Region Hauts-de-France. Sie gehört zum Arrondissement Château-Thierry und zum Kanton Essômes-sur-Marne. Die Einwohner werden Couprusiens genannt.

## Geografie
Die Gemeinde Coupru liegt etwa acht Kilometer westlich von Château-Thierry. Umgeben wird Coupru von den Nachbargemeinden Lucy-le-Bocage im Norden, Essômes-sur-Marne im Osten, Charly-sur-Marne im Südosten und Süden, Domptin im Süden, Bézu-le-Guéry im Südwesten und Westen sowie Marigny-en-Orxois im Westen und Nordwesten.

## Bevölkerungsentwicklung
| Jahr                       | 1962 | 1968 | 1975 | 1982 | 1990 | 1999 | 2006 | 2013 | 2021 |
| Einwohner                  | 137  | 124  | 100  | 98   | 123  | 144  | 170  | 183  | 156  |
| Quellen: Cassini und INSEE |      |      |      |      |      |      |      |      |      |

## Sehenswürdigkeiten
- Kirche Saint-Quentin aus dem 15. Jahrhundert
- Gutshof

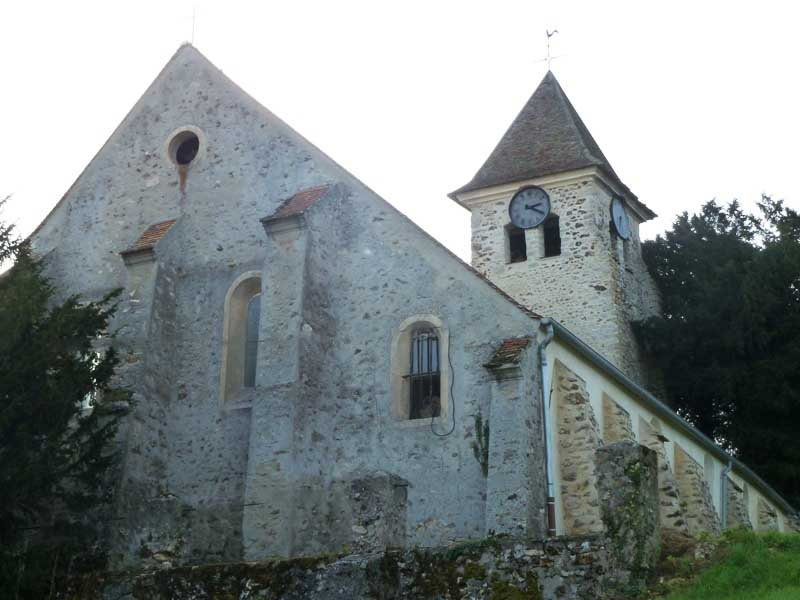
Kirche Saint-Quentin